# 12179 Taufiq
12179 Taufiq este un asteroid din centura principală de asteroizi.

## Descriere
12179 Taufiq este un asteroid din centura principală de asteroizi. A fost descoperit pe 16 octombrie 1977 la Observatorul Palomar de Cornelis Johannes van Houten, Ingrid van Houten-Groeneveld și Tom Gehrels. Asteroidul prezintă o orbită caracterizată de o semiaxă mare de 3,10 ua, o excentricitate de 0,20 și o înclinație de 11,8° în raport cu ecliptica.